# Hydromanicus formosus
Hydromanicus formosus is een schietmot uit de familie Hydropsychidae. De soort komt voor in het Oriëntaals gebied.